# Smart Roadster
El Smart Roadster es un automóvil deportivo de dos puertas introducido en 2003 por Smart. Las ventas del Roadster y del Roadster Coupé no cumplieron las expectativas por lo que la producción de ambos modelos se abandonó en noviembre de 2005. Para entonces ya se habían producido 43.091 Roadsters; el último de ellos se encuentra en el museo Mercedes-Benz.

## Historia
En 2002 empiezan los cambios en la fábrica de Smartville para alojar al futuro Smart Roadster, éste se lanzó en 2003, inspirado en los roadsters británicos de los años 60, cuyas premisas eran la diversión y su bajo peso por encima de la potencia.
Con esta premisa a pesar de sus características deportivas y de su imagen agresiva, el Smart Roadster estaba disponible con motores de baja potencia que tenía por objeto un bajo consumo de combustible. A pesar de que la producción en el año de lanzamiento pudo superar a las expectativas, el Smart Roadster no fue una buena inversión, los elevados costos de garantía llevaron a que el Smart Roadster fuese un fracaso financiero y por lo tanto, a que se dejara de producir en 2005.

## Diseño y desarrollo
Durante el otoño de 1998 y bajo la dirección de Jens Manske, un equipo de 14 personas formado por diseñadores e ingenieros empezó a esbozar posibles futuros coches Smart. Pronto se dieron cuenta de que el sistema de propulsión del City Coupé era ideal para un pequeño deportivo, con un motor turbo compacto que empujara las ruedas traseras a través de una caja de cambios de seis velocidades.
De acuerdo con el principio del Smart de reducir al máximo y utilizando enfoques innovadores, apareció un concept car supercompacto, práctico y puramente deportivo.
En febrero de 1999 se realizaron modelos a escala 1/4 tanto del exterior como del interior; se seleccionaron las propuestas para el exterior de Leutz y para el interior de Christoph Machinek que fueron desarrolladas en modelos de tamaño real.
Cuando Michael Mauer llegó oficialmente desde el centro de diseño de Mercedes-Benz en Japón para sustituir a Manske en mayo de 1999, el diseño del coche había avanzado considerablemente. 
Los trabajadores de Mauer del equipo de diseño desarrollaron rápidamente el descapotable, con intención de producir un modelo de exposición para el inminente Salón Internacional del Automóvil de Fráncfort (Internationale Automobil-Ausstellung, IAA) de 1999.
En junio se entregaron en Stola (Italia) los modelos a escala real del descapotable para que iniciaran la producción del modelo de exposición, que llegó al cabo de tres meses para su presentación en el Salón de Fráncfort.
El Roadster fue bien recibido en Fráncfort y ayudó a convencer a la dirección de que el coche merecía ser desarrollado para su producción. Al mismo tiempo se tomó la decisión de desarrollar la idea de Mauer de un modelo de la versión coupé como concept car para el Salón del Automóvil de París del año siguiente. 
Mientras empezaba el desarrollo del concept car del coupé, el desarrollo del descapotable él se realizó a lo largo del año siguiente. En noviembre de 2000 se habían terminado los diseños exterior e interior, aunque el desarrollo de los colores y los acabados no terminaron hasta un año después.

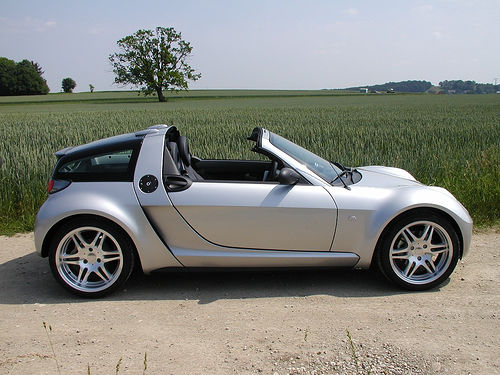
Smart Roadster coupé convertible

A principios de 2000 por fin empezaron a subir las ventas Smart City Coupé, incluida la versión cabrio que también contribuyó de forma significativa al total de ventas de Smart. En marzo Mauer abandonó Smart para ir a trabajar con Saab y en mayo fue sustituido por Hartmut Sinkwitz. Como tercer director de diseño de Smart en la fase de desarrollo del Roadster, Sinkwitz tuvo que ocuparse del paso de prototipo a vehículo de producción en muy poco tiempo. Esta tarea habría sido más fácil si el Roadster se hubiera diseñado desde el principio utilizando el sistema de propulsión y otros componentes del City Coupé. Teniendo en cuenta el diseño vanguardista de algunos de los dispositivos, hay que agradecer la labor del equipo de diseño que consiguió que gran parte del prototipo llegara a incorporarse al modelo de producción.

## Concept Car
El «Roadster Coupé» exhibido en el Salón del Automóvil de París de 2000 tenía ya la forma final del modelo de producción. Compartía con el Roadster el diseño de la parte delantera hasta las puertas pero tenía un techo targa de cristal y la parte trasera recordaba la de un pequeño coche familiar (station wagon) tal y como el BMW Z3 coupé y el concept car Saab 9X desarrollado por Mauer en Saab unos años más tarde.
Las versiones de producción tanto del Roadster como del Roadster Coupé se presentaron juntas en el Salón del Automóvil de París de 2002 y estuvieron disponibles para el público a los pocos meses. Ambos coches era únicos en el mercado, al ser significativamente más pequeños que los Toyota MR2, MG TF, Fiat Barchetta y Mazda MX-5, pero ofrecían un rendimiento y una versatilidad similares a las versiones básicas de los otros coches con un gasto de combustible más eficiente.

## Producción

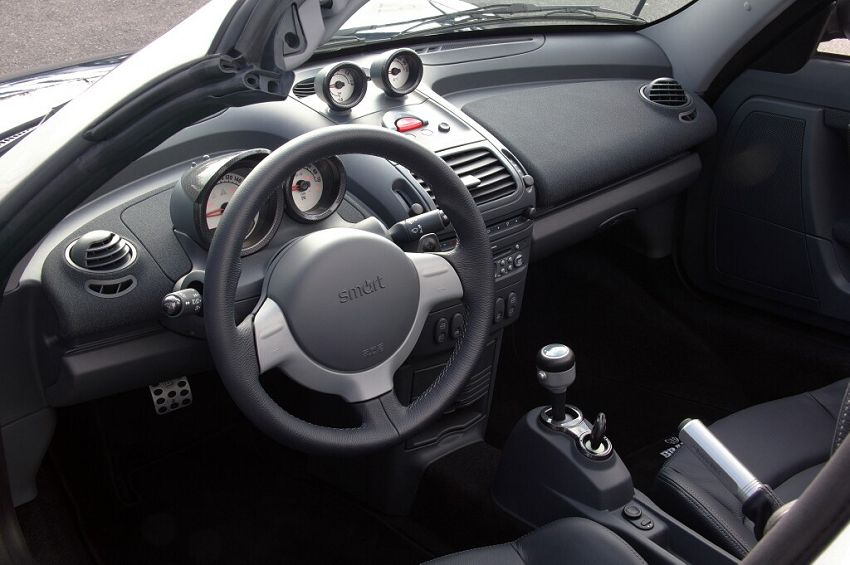
Interior Smart Roadster

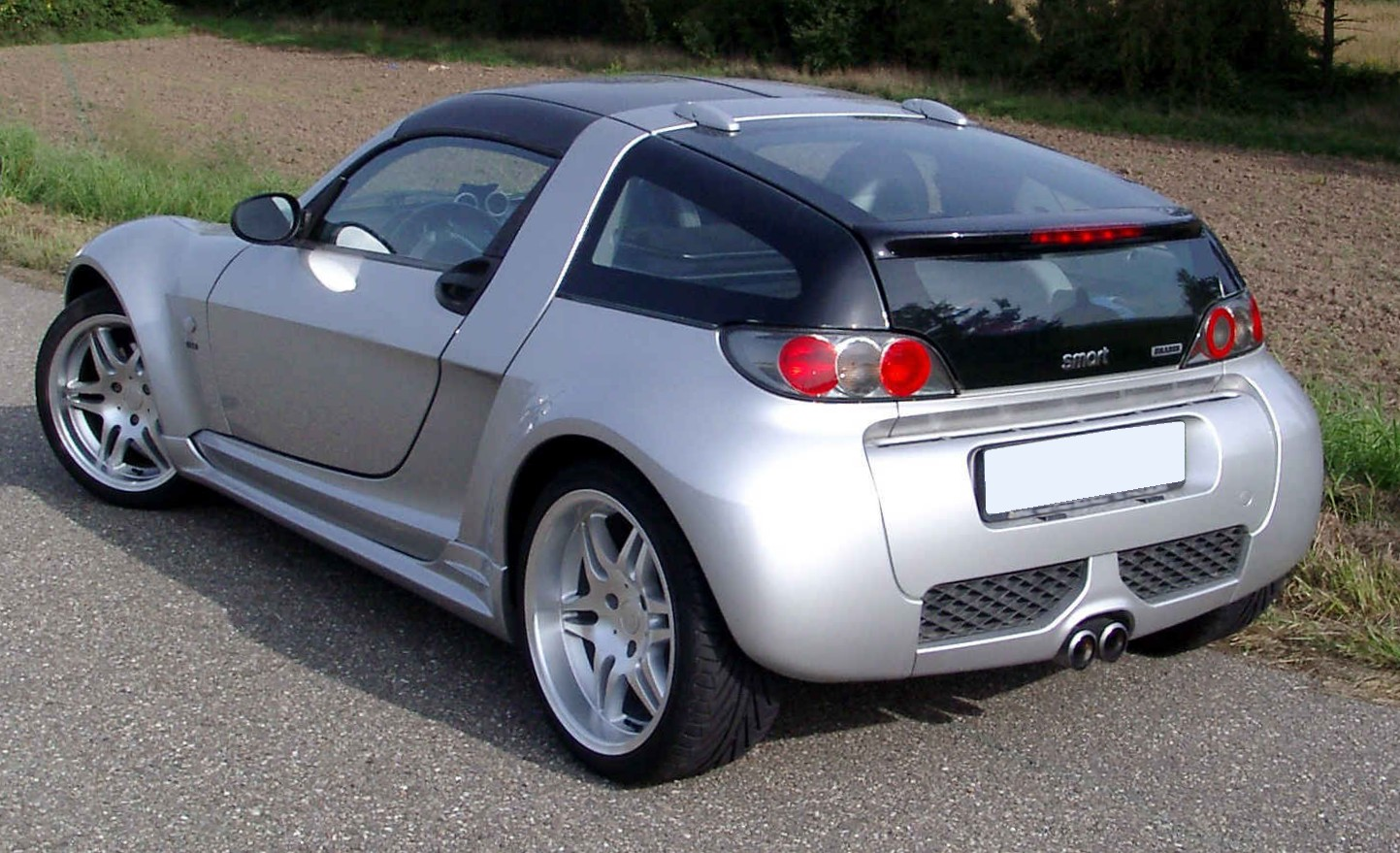
Smart Roadster Coupé

El Smart Roadster y el Roadster Coupé aparecieron en 2003, basados en la plataforma del Fortwo ampliada (la longitud total es de 3427mm). Las dos variantes pretendían recordar a los descapotables británicos de antaño, como el Triumph Spitfire o el MG MGB. Ambos, Roadster y Roadster Coupé, estaban disponibles con techo Targa desmontable o con techo blando eléctrico. El Roadster estaba equipado con dos versiones de 45 o 60 kW (60 u 80 HP) del motor turbo de 698cc y tres cilindros montado atrás, de diseño Mercedes-Benz. El Roadster Coupé disponía únicamente del de mayor potencia, de 80 HP (82 PS/60 kW). Opcionalmente estaba disponible un volante con cambio de marchas tipo Fórmula 1 para controlar la transmisión secuencial semiautomática. Con un peso de solo 790 kg, pretendía proporcionar la emoción de conducir un coche deportivo a un precio accesible. Aun así, el precio del Roadster no quedaba lejos del de un Fiat Barchetta o un Mazda MX-5.
Aunque las ventas necesarias para cubrir gastos estaban calculadas en unas 8.000 a 10.000 unidades anuales, las ventas del primer año casi doblaron estas cifras. Sin embargo, algunos Smart Roadster tenían fugas y la producción se tuvo que parar debido a las reparaciones en garantía y otros costes que alcanzaron una media de 3000€ por vehículo.[cita requerida] A pesar de ser un éxito, el Smart Roadster resultó ser, por culpa de estos costes, un desastre económico para la empresa. Para los que lo habían conducido y se habían enamorado de él, demostró a sus conductores que era un coche excelente con un consumo de combustible de entre 5,6 y 7 L/100 km. Los costes de mantenimiento son bajos y se trata del único auténtico coche deportivo construido según el espíritu de los deportivos británicos de los años 1950. Top Gear, influyente revista y programa de televisión británicos especializados en el mundo del motor,  alabaron el Roadster concediéndole el premio Coche Divertido del Año en 2005.
Los números de chasis van del 00.001 a aproximadamente el 43.400. Estas cifras no cuadran con el hecho de que se hayan construido y vendido 43.091 Roadster. La diferencia puede deberse a las unidades utilizadas en pruebas de choque o a unidades defectuosas retiradas del mercado.
En el año 2010, bastantes rumores hablaban de la posibilidad de la vuelta del modelo al mercado.